# Biram Dah Abeid

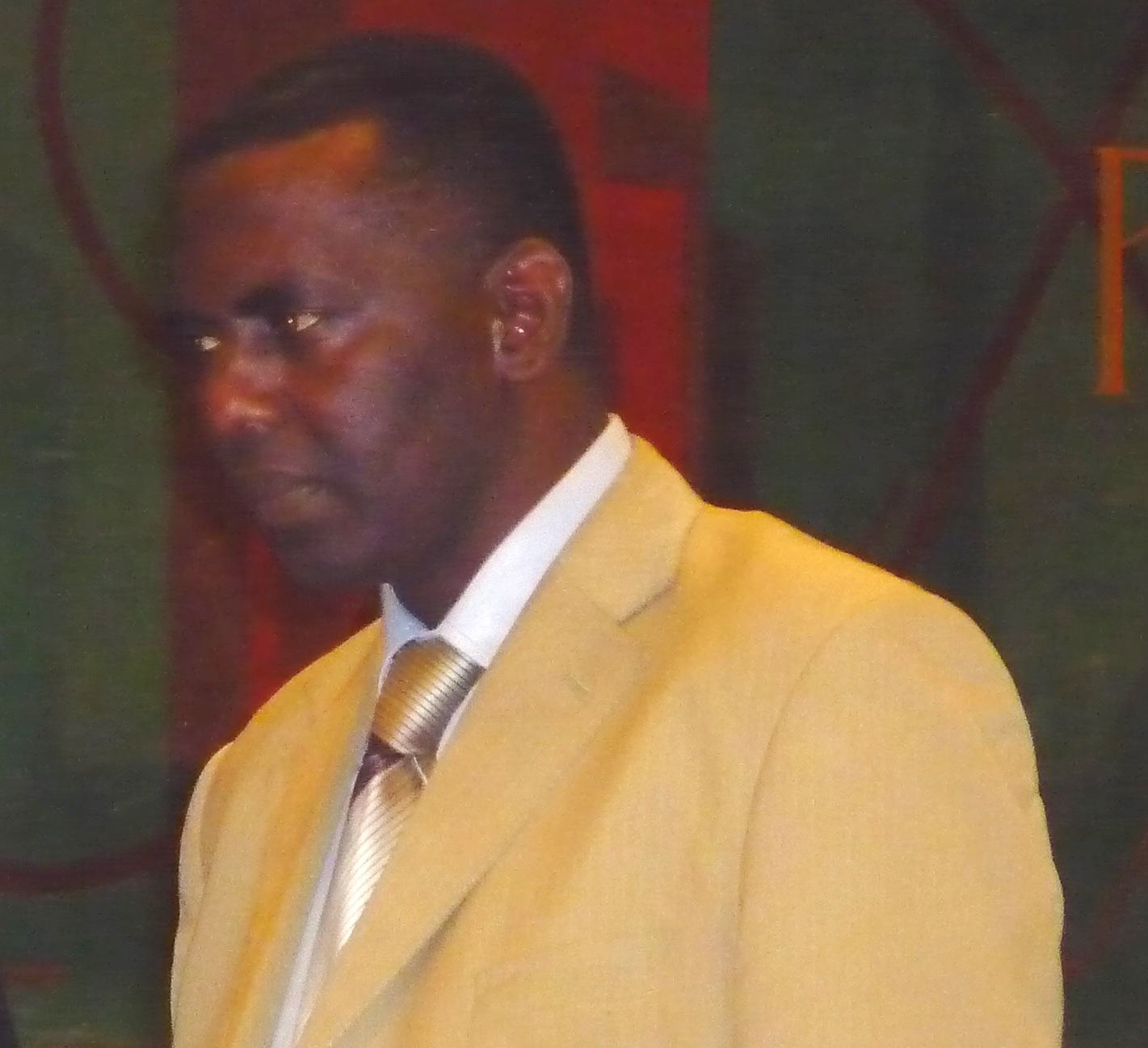
Biram Dah Abeid

Biram Dah Abeid (Rosso, 12 gennaio 1965) è un politico e attivista mauritano per l'abolizione della schiavitù. Nel 2008 ha fondato l'Iniziativa per la Rinascita del Movimento Abolizionista (IRA-Mauritania), che si definisce come "una organizzazione di lotta popolare", e di cui  è presidente. L'11 novembre 2014 è stato arrestato dalla polizia governativa insieme ad altri attivisti del gruppo, senza un'accusa specifica e per giorni di loro non si sono avute notizie certe. La sua attuale condizione di prigioniero di coscienza è stata denunciata anche da Amnesty International. In Italia è stato soprannominato "il Mandela della Mauritania".

## Storia
Dopo gli studi è divenuto attivo nell'organizzazione antischiavista "SOS Schiavi". Nel 2008 ha fondato l'Iniziativa per la Rinascita del Movimento Abolizionista (IRA-Mauritania), che si definisce come "una organizzazione di lotta popolare", e di cui  è presidente. Biram Dah Abeid è un discendente di uno schiavo. Suo padre è stato liberato dal maestro di sua nonna e lui è nato libero.
La sua missione è rendere gli schiavi - per loro condizione isolati da analfabetismo, la povertà e mancanza di assistenza - consapevoli della possibilità di una vita libera dalla servitù. Egli ritiene che gli schiavi sono legati ai loro padroni, non solo dalla tradizione e dalle necessità economiche, ma anche da "una errata interpretazione dell'Islam", che insegna che la schiavitù non è illegale, ma un diritto religioso.
Secondo lui c'è una sorta di "informale coalizione" - i Beydanes [la casta schiavista], lo Stato, la polizia, i giudici e gli imam - che impedisce agli schiavi di lasciare i loro padroni: «Ogni volta che uno schiavo si libera e l'IRA [il suo gruppo antischiavista] non è a conoscenza e non è presente, agenti di polizia e giudici aiutano arabo-berberi ad intimidire lo schiavo fino al suo ritorno alla sottomissione».
Abeid è stato arrestato nel dicembre 2010 durante un alterco tra la polizia e il suo gruppo, quando circa 80 dei suoi attivisti irruppero nella casa di un proprietario di due schiave, chiedendo che il proprietario fosse incarcerato. Abeid disse alla polizia: «non ce ne andremo fino a che non saranno liberate le ragazze e messi questi criminali in prigione». È stato imprigionato nel febbraio 2011 e poi graziato dal presidente mauritano Mohamed Ould Abdel Aziz.
Nel mese di aprile 2012, nel corso di una manifestazione a Nouakchott, il suo gruppo ha bruciato alcuni testi giuridici islamici della scuola di legge islamica di Maliki che appoggiavano la schiavitù. I roghi hanno destato notevole scalpore sui quotidiani mauritani e alcuni ulema giunsero a chiedere la sua morte per apostasia, e lo stesso presidente promise di comminare la pena di morte contro di lui. Il suo telefono e i servizi Internet furono tagliati, e fu imprigionato con altri attivisti dell'IRA, accusati di minare la sicurezza dello Stato. L'ONG dovette chiedere scusa per l'accaduto. Dopo diversi mesi di detenzione e la cancellazione del loro processo, sono stati rilasciati nel mese di settembre del 2012.
Candidato dell'opposizione alle elezioni presidenziali del 2014 in Mauritania ma ha abbondantemente perso contro Mohamed Ould Abdel Aziz.

## Onorificenze
- Nel maggio 2013 Biram Dah Abeid ha ricevuto il premio Front Line Award for Human Rights Defenders at Risk dell'ONG irlandese Front Line Defenders.
- Nel dicembre 2013 ha ricevuto il Premio per i Diritti Umani delle Nazioni Unite.[6]
- Nel 2014 è figurato nell'elenco delle "10 persone che hanno cambiato il mondo di cui potreste non aver sentito parlare" di PeaceLinkLive.[7]